# Ismaël Bangoura
Ismaël Bangoura (Conakry, 2 de Janeiro de 1985) é um futebolista do Guiné que atua como atacante. Atualmente, joga pelo Rennes.

## Carreira
Bangoura iniciou sua carreira em seu país no Atlético de Coléah antes de ser descoberto pelo Ajaccio. Marcou 15 vezes em 44 jogos para o seu novo clube, até ser contratado pelo Le Mans em 2005.
Nas duas temporadas que passou no clube, marcou 18 gols em 56 jogos pela Ligue 1, e se transferiu, em 2007, para o Dinamo Kiev. Se tornou o goleador da equipe ucraniana, marcando exatos 50 gols com a camisa do time, se destacando e sendo contrato pelo Rennes, em 2009.
Bangoura representou o elenco da Seleção Guineense de Futebol no Campeonato Africano das Nações de 2012.